# Florindo
Florindo, właśc. Florindo Alves Ferreira (ur. 21 kwietnia 1914 w Juiz de Fora) – piłkarz brazylijski grający na pozycji środkowego obrońcy.

## Kariera klubowa
Florindo występował w klubie CR Vasco da Gama i São Paulo FC.

## Kariera reprezentacyjna
Florindo zadebiutował w reprezentacji Brazylii 22 stycznia 1939 w wygranym 3-2 meczu z reprezentacją Argentyny, którego stawką było Copa Julio Roca 1939/40. Ostatni raz w reprezentacji wystąpił 24 marca 1940 w przegranym 3-4 z reprezentacją Urugwaju, którego stawką było Copa Rio Branco 1940. Łącznie w latach 1939–1940 wystąpił sześć razy w reprezentacji.